# ماركوس جونز (لاعب كرة قدم أمريكية)
ماركوس جونز (بالإنجليزية: Marcus Jones)‏ هو لاعب كرة قدم أمريكية أمريكي، ولد في 15 أغسطس 1973 في جاكسونفيل في الولايات المتحدة.

## وصلات خارجية
- ماركوس جونز على موقع مرجع كرة القدم المحترفة.كوم (الإنجليزية)
- ماركوس جونز على موقع يو إف سي (الإنجليزية)
- ماركوس جونز على موقع شيردوغ (الإنجليزية)
- ماركوس جونز على موقع IMDb (الإنجليزية)